# 侯光武
侯光武（英語：Hou Kuang-Wu，1998年1月11日—），台灣男子跆拳道運動員，就讀於國立臺灣體育運動大學。他的啟蒙教練是其父侯德平，他曾參加2014年夏季青年奧林匹克運動會，在16強賽中被淘汰。2018年亞洲運動會在58公斤級16強賽不敵烏茲別克尼亚兹·普拉托夫，止步16強。

## 外部連結
- 侯光武在国际奥林匹克委员会的资料